# Station Marignac - Saint-Béat
Station Marignac - Saint-Béat is een spoorwegstation in de Franse gemeente Marignac.